# Clyde Swendsen
Clyde Swendsen (Port Townsend, 25 maggio 1895 – Ventura, 1º dicembre 1979) è stato un tuffatore, pallanuotista e allenatore di pallanuoto statunitense, che ha partecipato alle Olimpiadi estive del 1920 e del 1936.
Ha vinto i titoli AAU nella piattaforma da 10 m nel 1918 e nel trampolino di lancio nel 1919-20 e ha gareggiato alle Olimpiadi estive del 1920.

Dopo le Olimpiadi, ha avuto una lunga carriera come allenatore di tuffi, nuoto e pallanuoto.
Iniziò a tuffarsi nel 1914 e giocò anche a pallanuoto, diventando membro della squadra nazionale nel 1920, della quale è stato allenatore alle Olimpiadi estive del 1936. 
Tra il 1947 e il 1950 ha allenato la nazionale del Guatemala. 
Nel 1980 è stato inserito nella USA Water Polo Hall of Fame. 
Nel 1991 è stato inserito nella Hall of Fame internazionale del nuoto.